# Tintellust
Tintellust (auch: Tchin Telloust, Tchintoulous, Tchintouloust, Tintelloust, Tin Telloust) ist eine Siedlung im Hochgebirge Aïr in Niger.

## Geographie
Das von einem traditionellen Ortsvorsteher (chef traditionnel) geleitete Dorf liegt in einem Tal zwischen den Bergen Agueraguer (1730 m) im Norden und Goundaï (1768 m) im Süden. Die Siedlung gehört zum Gemeindegebiet von Iférouane und zum UNESCO-Welterbe Naturreservat Aïr und Ténéré. Die Siedlung Iférouane, der Hauptort der Landgemeinde Iférouane und des Departements Iférouane in der Region Agadez, befindet sich etwa 66 Kilometer nordwestlich von Tintellust.
Im in einer Niederung wachsenden Galeriewald von Tintellust gedeihen Akazien. Er steht unter Naturschutz. Die Gegend um Tintellust ist ein Lebensraum für Dorkasgazellen, Geparde und Husarenaffen.

## Geschichte

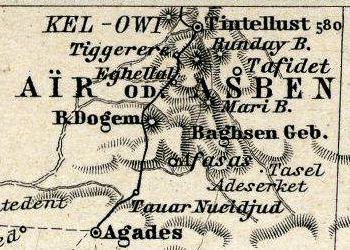
Tintellust in Stielers Hand-Atlas (1891)

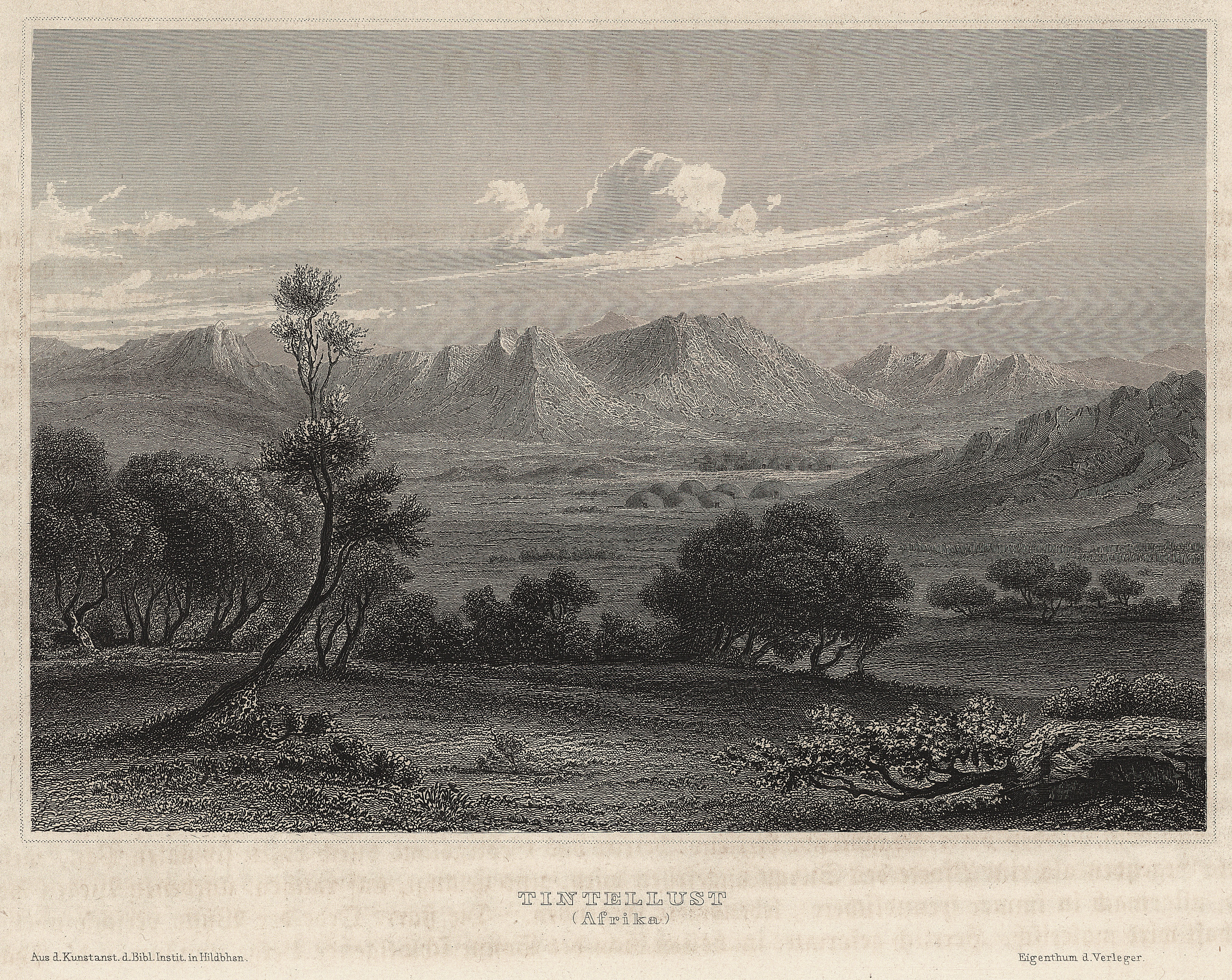
Tintellust im 19. Jh.

Tintellust wurde im 19. Jahrhundert bekannt als Sitz des einflussreichen Lokalherrschers Annur, den die Afrikaforscher Heinrich Barth und James Richardson im Jahr 1850 besuchten. Anfang des 20. Jahrhunderts vertrieben Tubu die Bewohner in die Stadt Agadez. Sie kehrten erst 1942, inzwischen durch Krankheiten dezimiert, ins Tal zurück.

## Bevölkerung
Bei der Volkszählung 2012 hatte Tintellust 67 Einwohner, die in 16 Haushalten lebten. Bei der Volkszählung 2001 betrug die Einwohnerzahl 734 in 135 Haushalten und bei der Volkszählung 1988 belief sich die Einwohnerzahl auf 371 in 78 Haushalten.
Die Bevölkerung besteht überwiegend aus der Tuareg-Untergruppe Kel Ewey.

## Wirtschaft und Infrastruktur
Die Kel Ewey betreiben in bescheidenem Umfang Gartenbau und Viehzucht. Außerdem nutzen Tuareg-Viehhirten der Gruppen Enadan, Kel Aghazan, Kel Eguiga, Kel Tédélé und Kel Wedigui das ganze Jahr über die Weideflächen bei Tintellust. Es gibt einen dauerhaften Niederschlagsmesser.
Mit einem Centre de Santé Intégré (CSI) ist ein Gesundheitszentrum im Dorf vorhanden. Es gibt eine Schule. Das nigrische Unterrichtsministerium richtete 1996 gemeinsam mit dem Welternährungsprogramm der Vereinten Nationen zahlreiche Schulkantinen in von Ernährungsunsicherheit betroffenen Zonen ein, darunter eine für Nomadenkinder in Tintellust.